# 元渠姨
元渠姨（516年—597年），河南郡洛阳县（今河南省洛阳市东）人，追尊魏昭成帝拓跋什翼犍玄孙女，定州刺史元蒲仁之女，嫁北齐左丞相、平原郡王段韶。

## 生平
元渠姨虚岁十七时嫁给了段韶。段韶的妹妹段昭仪与高洋举行婚礼的那天晚上，元渠姨按照捉弄女婿的习俗戏弄高洋，高洋讨厌她，后来终于发怒，对段韶说：“我会杀了你的夫人！”元渠姨害怕，藏到高洋的母亲娄昭君家中，高洋在世的时候都不敢出来。隋朝开皇十七年岁次丁巳（597年），元渠姨在长安去世，虚岁八十二，开皇十八年岁次戊午正月十八日（598年3月1日）归葬洛阳家族旧墓。其墓志全名《齐故左丞相平原王元妃墓志铭》，出土于河南省洛阳市。